# Mount Jacquinot
Mount Jacquinot är ett berg i Antarktis. Det ligger i Västantarktis. Argentina, Chile och Storbritannien gör anspråk på området. Toppen på Mount Jacquinot är 475 meter över havet, eller 307 meter över den omgivande terrängen. Bredden vid basen är 3,1 km.
Terrängen runt Mount Jacquinot är kuperad åt sydost, men åt nordväst är den platt. Havet är nära Mount Jacquinot åt nordväst. Trakten är glest befolkad. Närmaste befolkade plats är Bernardo O'Higgins Station, 4,4 kilometer norr om Jacquinot.